# 911 (singel)
911 – singel powstały ze współpracy Gorillaz, D12 oraz Terry Halla. Wydany 7 grudnia 2001 roku, przez pewien czas był udostępniony do pobrania za darmo z oficjalnej strony zespołu Gorillaz. Singel 911 powstał dla uczczenia pamięci o wydarzeniach z 11 września 2001 roku. Znalazł się także na ścieżce dźwiękowej filmu Bad Company: Czeski łącznik z 2002 roku.

## Lista utworów
1. "911" – 5:48
2. "911" (Instrumental) – 5:48